# A Slight Mistake (film 1913)
A Slight Mistake è un cortometraggio muto del 1913. Il nome del regista non viene riportato nei credit del film.

## Trama
Un marito, che di solito passa le serate fuori di casa, decide di lasciare gli amici al club per tornarsene dalla moglie. Arrivando a casa, sente la voce di un uomo che sta lasciando sua moglie. Furibondo, lo attacca e l'uomo cade dalla finestra ma si salva. Il marito gli chiede perdono perché ha sbagliato l'appartamento: sua moglie lo sta attendendo felice a casa.

## Produzione
Il film fu prodotto dalla Lubin Manufacturing Company.

## Distribuzione
Distribuito dalla General Film Company, il film - un cortometraggio di 150 metri - venne distribuito nelle sale USA il 22 aprile 1913. Nelle proiezioni, veniva programmato con il sistema dello split reel, accorpato in un'unica bobina con un altro cortometraggio prodotto dalla Lubin, la commedia Sunshine Sue.